# Музей морского флота
Музей морского и речного флота — музей истории российского мореплавания и морского и речного флота. Расположен в центре Москвы на улице Большая Ордынка, дом 19, строение 1. С 2005 года музей находится в ведении Федерального агентства морского и речного транспорта.

## История музея
4 марта 1958 года заместитель министра Морского флота СССР Ю. В. Савинов подписал приказ № 60 «Об организации Выставки морского флота в г. Москве». Целями Выставки в приказе ставились популяризация роли и значения морского транспорта в народном хозяйстве, освещение истории и технического перевооружения морского флота, организация широкой пропаганды достижений морского флота среди трудящихся СССР. Выставка создавалась при Центральном проектно-конструкторском бюро № 2 в качестве самостоятельной организации за счет бюджетных ассигнований. В организации выставки принимали участие известные капитаны: А. П. Бочек, Г. А. Мезенцев, И. А. Ман и др.

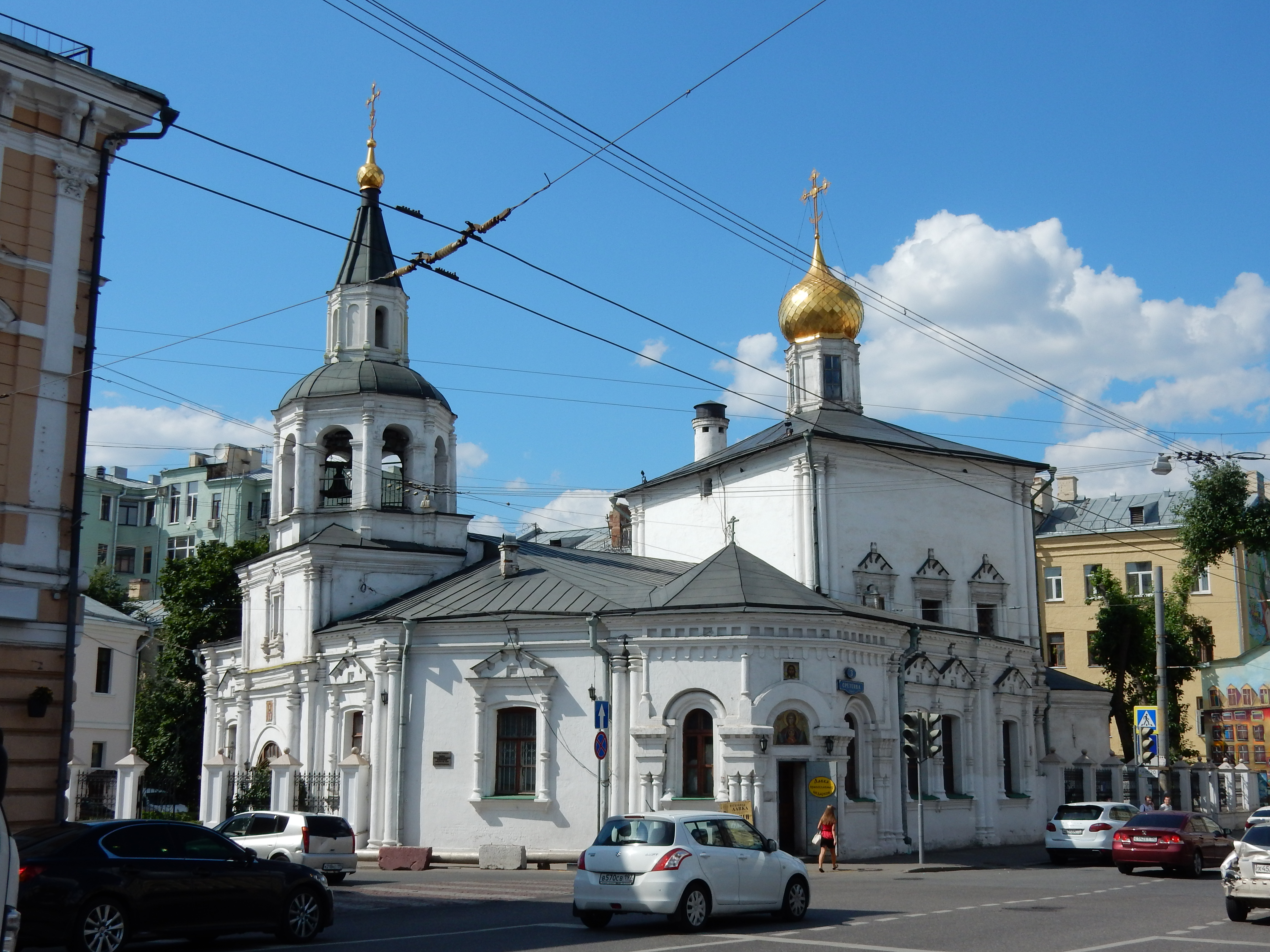
Здание на Сретенке, в котором впервые открылась выставка «Морской флот СССР»

Выставка с официальным названием «Морской флот СССР» была организована в здании храма Успения Пресвятой Богородицы в Печатниках (ул. Сретенка, д. 3/27)..
12 января 1960 года в торжественной обстановке выставку открыли министр морского флота СССР В. Г. Бакаев и главнокомандующий Военно-морским флотом СССР С. Г. Горшков. Выставка стала постоянно действующей и пользовалась большой популярностью.

В бывшей старинной церкви Успения в Печатниках размещается постоянная выставка «Морской флот СССР». Выставка очень интересна. Она показывает работу и перспективу развития советского морского транспортного флота. Здесь демонстрируются многочисленные, прекрасно выполненные модели судов, портов, навигационные приборы и оборудование, подарки, полученные советскими моряками в разных странах.— Путеводитель по Москве, 1963 год.
Выставка рассказывала о достижениях морского транспорта, о его значении в народном хозяйстве страны, кратко освещала историю развития морского флота, показывала выдающуюся роль русских и советских мореплавателей и ученых в освоении морей и океанов. Здесь можно было получить сведения о морской флоре и фауне, о минеральных богатствах океанов и морей Советского Союза, увидеть диораму подводного царства и самой глубокой в мире Марианской впадины.
Первая экспозиция выставки представляла собой несколько разделов: развитие флота за время Советской власти; модели судов; преобразование и работа морских портов; освоение Арктики и Антарктики, моряки морского флота в годы Великой Отечественной войны.
Здесь проводились лекции и беседы, ведущими которых часто становились и известные представители отрасли: И. А. Ман, А. П. Бочек, Г. А. Мезенцев, А. А. Афанасьев, Ю. К. Хлебников; организовывались временные выставки, проходили пресс-конференции ММФ СССР для советских и иностранных журналистов.
В 1989 году согласно письму № 13-32/189 от 14.03.1989 г. зам. начальника Главного управления по делам изобразительного искусства и музеев Министерства Культуры РСФСР и приказу № 33 от 18.12.1989 г. Всесоюзного объединения научно-технической информации и коммерческой рекламы «Мортехинформреклама», относящегося к Министерству морского флота СССР, выставка была преобразована в Музей «Морской флот СССР» с переводом на новые условия хозяйствования с 1 января 1990 г.
В 1994 году, после передачи здания храма Русской православной церкви, музей переехал в помещения Морской школы ДОСААФ на улице Адмирала Макарова, д.4, где с 1994 по 2012 год музеем совместно с ДОСААФ была развернута постоянная экспозиция в 15 залах.
В 2005 году Распоряжением Правительства Российской Федерации от 5 января 2005 года № 4-р. Музей морского флота был включен в перечень музеев федерального значения.
В конце 2012 года Музей переехал на постоянное место дислокации в здание по адресу: Москва, Большая Ордынка, д. 19, строение 1.
C 2012 года по июль 2017 года в связи с постановкой здания на капитальный ремонт и реставрацию музей был закрыт для посещения, однако участвовал в выездных выставках, на которых демонстрировал предметы из своего собрания.
С 31 июля 2017 года в нескольких залах Музея начала свою работу стационарная выставка, посвященная морской и речной отрасли. Велись обзорные экскурсии, проводились временные выставки.
15 Января 2020 года музей отметил своё 60-летие. Торжественное мероприятие в честь юбилея посетили заместитель Министра транспорта РФ Юрий Цветков, руководитель Росморречфлота в 2005—2016 годах Александр Давыденко, сын Виктора Бакаева — Сергей Бакаев и другие приглашённые лица. По словам руководителя Росморречфлота Александра Пошивая, продолжается работа с Министерством культуры РФ по вопросу реконструкции здания музея морского флота и его выделения в отдельную категорию государственных учреждений – «музеи».

## Здание музея

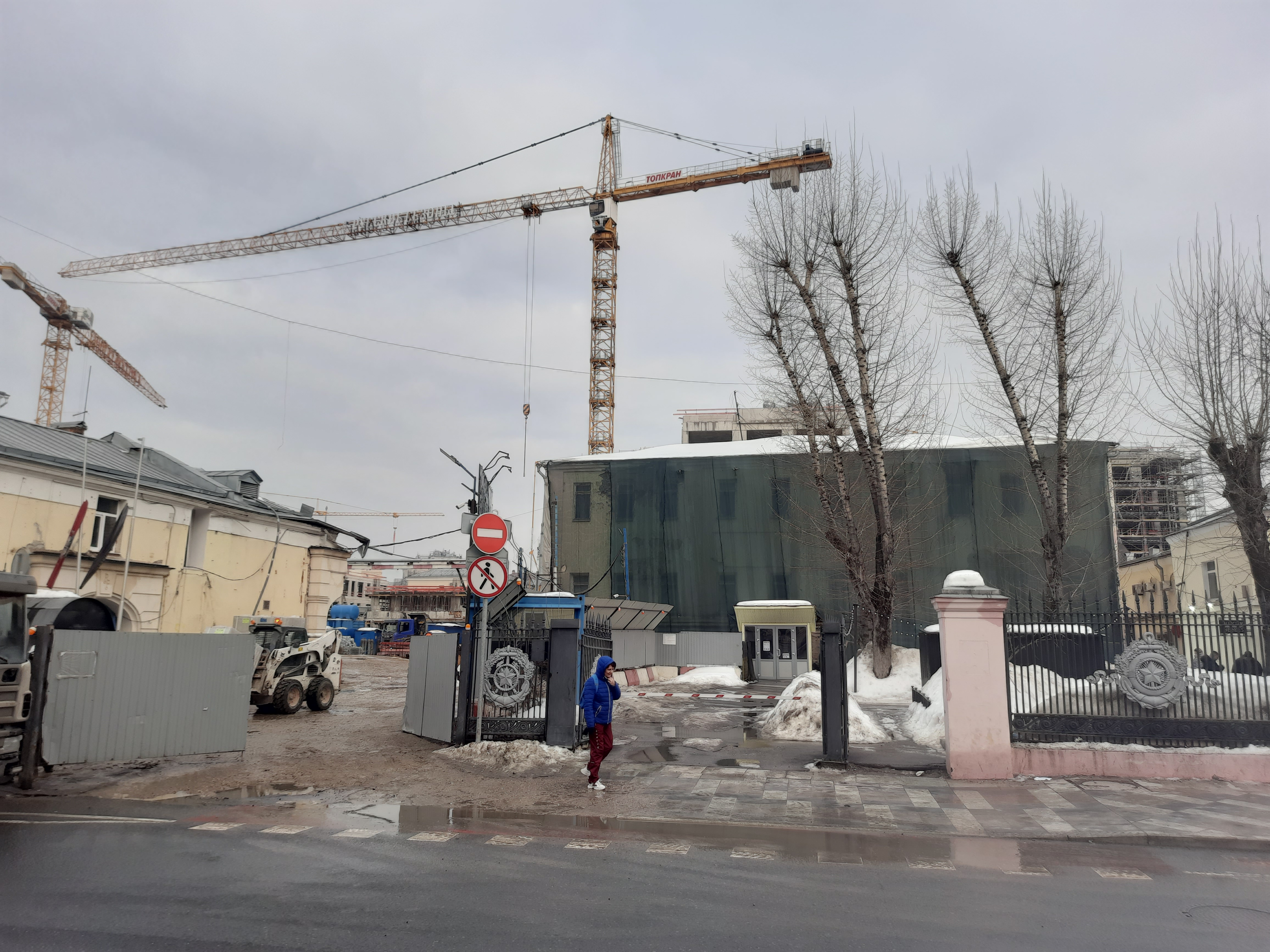
Здание музея морского флота в ожидании реконструкции. Март 2024

С декабря 2020 года здание музея —  регионального значения, бывшая городская усадьба XVIII в.. Со второй половины XIX века усадьбой владела семья купцов Шемшуриных. С 1934 по 2012 год в здании располагалась МГАВТ.
Начиная с 2019 года шла в подготовка к ремонту помещений музея, готовилась проектная документация.
По состоянию на июль 2021 года здание находилось в предаварийном состоянии, было внесено в Красную Книгу «Архнадзора» и нуждалось в полноценном укреплении и реставрации.

## Музей сегодня
С сентября 2023 года музей закрыт на реконструкцию, обслуживание посетителей приостановлено.

## Собрание музея
В собрании музея хранятся предметы, отражающие развитие истории науки и техники судостроения преимущественно XIX — начала XXI в.: детали судов, модели, средства управления, навигации, приборы и др. Уникальными являются предметы и фрагменты интерьера «кают-компании» с ледокола «Ермак», а также ходовой рубки ледореза «Ф. Литке». Ценной является коллекция из более чем ста моделей судов различного назначения, представляющая образцы судостроения с начала XIX века до наших дней. Среди них: шлюп «Мирный», фрегат «Паллада», пароход «Анадырь», дизель-электроход «Обь», ледокол «Арктика», научно-исследовательское судно «Академик Шокальский», обстановочное судно проекта SV 2407 и многие другие. В музее хранится подлинная яхта «Лена» (длина 5,5 метров), на которой российский путешественник и мореплаватель Евгений Гвоздёв совершил своё первое одиночное кругосветное плавание.

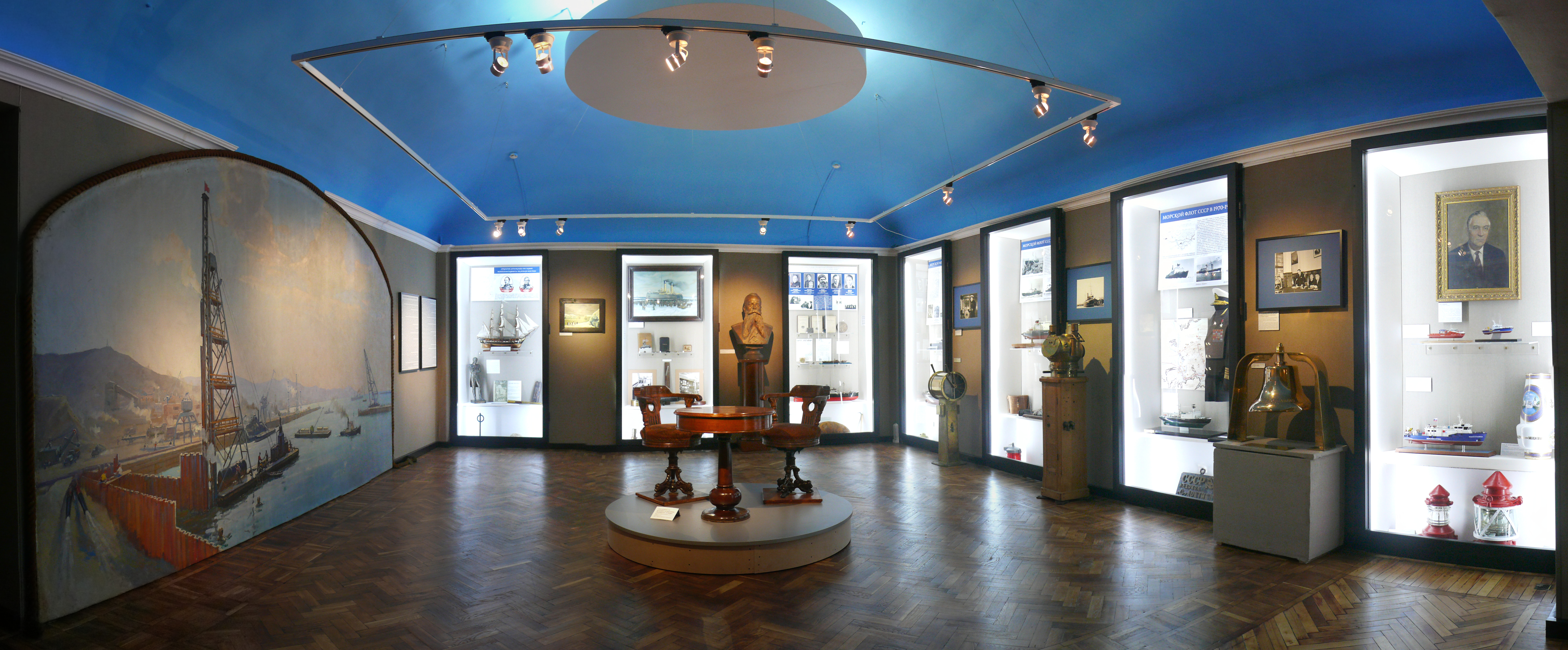
Выставка, посвященная морской и речной отрасли, открылась в музее 31 июля 2017 года

Интерес представляет обширная коллекция фотоисточников, являющаяся своеобразной летописью морского и речного транспорта в один из самых ярких и продуктивных периодов его истории (1960—1980-е гг.). В фондах музея хранятся мемориальные комплексы представителей морской отрасли: министров морского флота СССР (А. А. Афанасьев, Т. Б. Гуженко), министра речного флота РСФСР Л. В. Багрова, капитанов дальнего плавания (А. И. Дедюрин, С. П. Мышевский, В. Ф. Скорупский, А. И. Щетинина), журналиста-полярника Л. Ф. Муханова и других.
В книжном собрании музея хранятся труды Арктического и антарктического научно-исследовательского института, книги по метеорологии и гидрологии Главного управления гидрометеорологической службы, научные журналы «Известия Всесоюзного географического общества» и «Труды Плавучего морского научного института», книги из собрания библиотеки Главного управления Северного морского пути. Интерес представляют профильные издания по естествознанию, географии и экспедициям, этнографии.
Коллекция живописи представлена полотнами морской тематики преимущественно советских художников. Особое место среди них занимают картины кисти полярного художника Игоря Павловича Рубана, создавшего значительную художественную летопись освоения Арктики и Антарктики («Ледокол „Ленин“ в Арктике», «Теплоход „Советский Союз“ у берегов Камчатки», дизель-электроход «Индигирка» и др.).
После реконструкции музея в одном из его залов планируют воссоздать кабинет писателя-мариниста Валентина Пикуля.

## Директора музея
- Бочек А. П. [48] (1960—1965)
- Дробрышев Б. Н.[49] (1966—1974)
- Шипилов Ф. Д. (1974—1975)
- Мезенцев Г. А.[49] (1975—1978)
- Никушкин Л. А.[49] (1979—1982)
- Романов В. А. [49] (1982—1984)
- Андрианов Н. М. (1985—1986)
- Бурлаков Н. Г. [49] (1987—1994)
- Куприянов А. А.[49] (1994—2006)
- Бабаев С. А.[50] (2006—2012)
- Рожновский Г. Н.[51] (2012—2019)
- Шахрай Н. Н.[52] (2019—2022)
- Костин В. И. (2023—2024)
- Колобаев С. А. (2024—н.в.)

## Статьи
- Расулев Ш. А., Бабаев С. А. Наступит ли завтра для музея морского флота? // Морской флот. — 2011. № 1-3. — С. 134—135.
- Белова Е. В., Расулев Ш. А. Наследие Арктики в собрании ФБУ «Музей морского флота» // Полярные чтения на ледоколе «Красин» — 2016. Культурное наследие в Арктике: вопросы изучения, сохранения и популяризации. Материалы научной конференции (Санкт-Петербург, 28-29 апреля 2016 г.). — Москва: Издательство «Паулсен», 2017. — 296 c., илл. — 54. ISBN 978-5-98797-158-1. C. 31-41.